# غوستافو غونزاليس هرنانديز
غوستافو غونزاليس هرنانديز (بالإسبانية: Gustavo González Hernández)‏ هو سياسي مكسيكي، ولد في 10 يوليو 1970 في غوادالاخارا في المكسيك. حزبياً، نشط في حزب العمل الوطني. وقد انتخب عضو مجلس النواب المكسيك.